# RQ-2 파이오니어

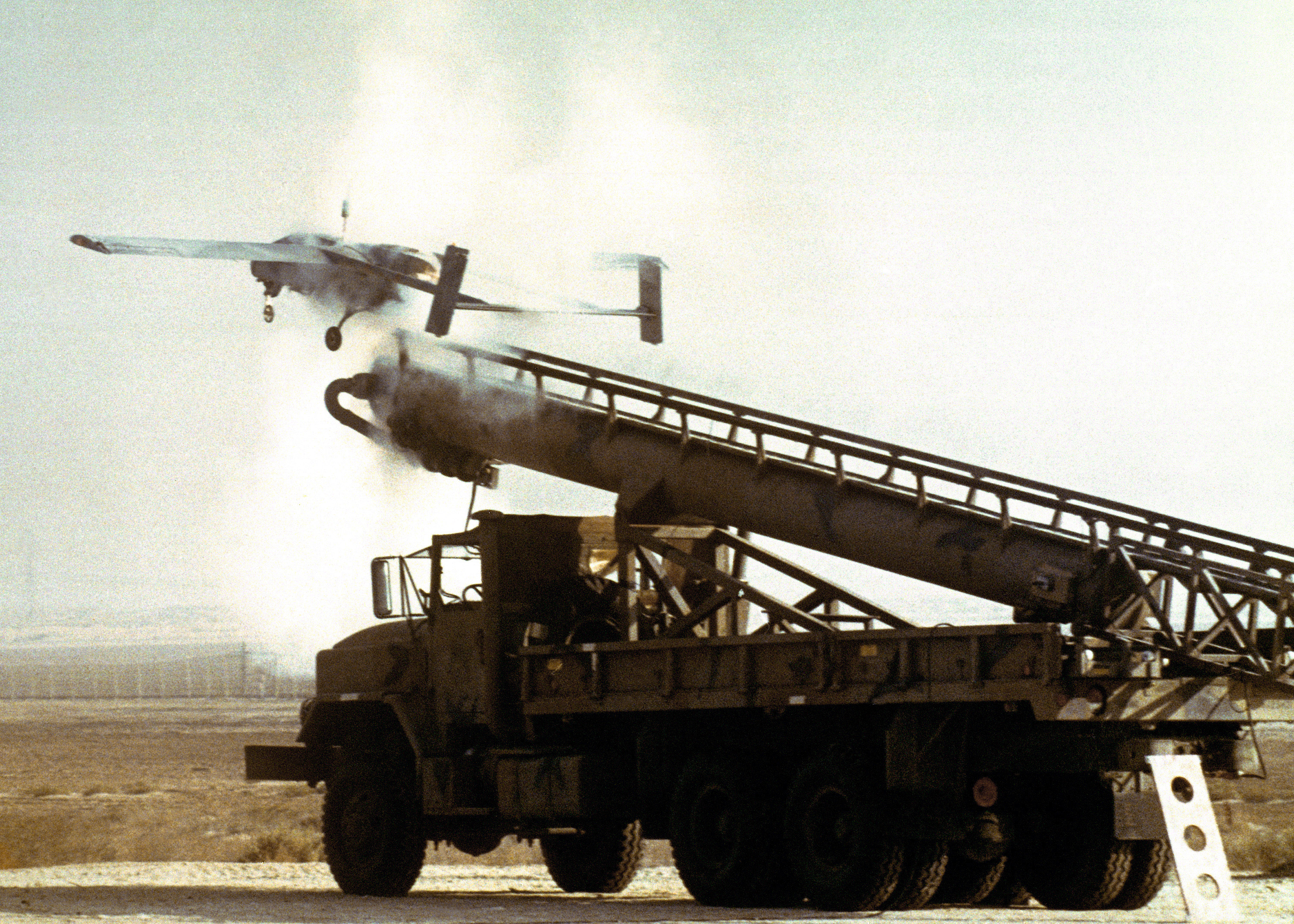
이륙발사되고 있는 파이오니어

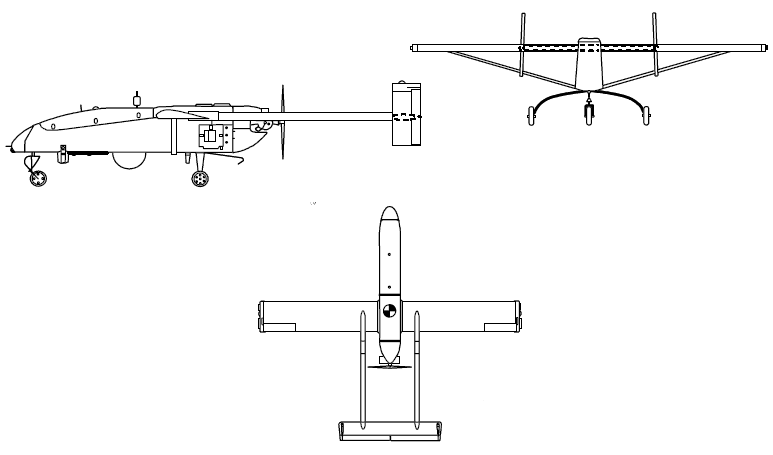
RQ-2B 파이오니어

RQ-2 파이오니어(히브리어: RQ-2 פיוניר)는 이스라엘 IAI와 미국 AAI 사가 합작개발한 무인 정찰기이다. 미국 해군, 해병대, 육군에서 사용된다.
1986년부터 실전배치되었으며, 처음에는 전함에 탑재되었다. 함포 사격(gunnery spotting)에 이용되었다. 그러다가, 점차 상륙부대를 위한 정찰, 첩보 임무에 사용되었다. 전함에 탑재된 파이오니어는 로켓 부스터를 사용해서 이륙한다. 그밖에 캐터펄트나 활주로를 통해 이륙하기도 한다. 착륙은 수상함의 경우 그물망을 통해 회수한다. 75파운드의 화물을 탑재하고, 5시간 동안 비행할 수 있다.
EO/IR 센서를 탑재하고서, 아날로그 비디오 화면을 실시간으로 C 밴드 주파수 가시거리(LOS) 데이터 링크로 제공한다.
1991년부터, 파이오니어는 페르시아만, 보스니아, 코소보, 이라크 등에서 정찰비행을 하였다.
2005년까지, 미 해군은 두 가지 파이오니어 시스템을 운용했다. 하나는 훈련용, 다른 하나는 해상 작전용이다. 각각 5대 이상의 UAV로 구성되었다.
국제적으로 파이오니어는 1991년 걸프전에서의 활약이 가장 잘 알려져 있다.

## 제원

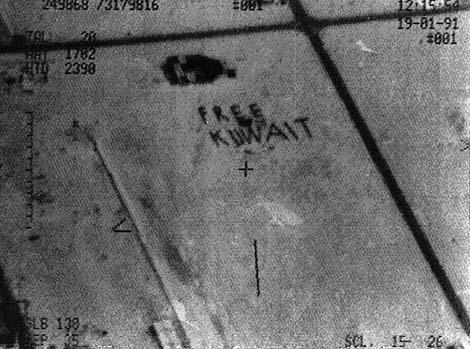
1991년 1월, USS 위스콘신함에서 이륙한 파이오니어가 촬영한 쿠웨이트 해안

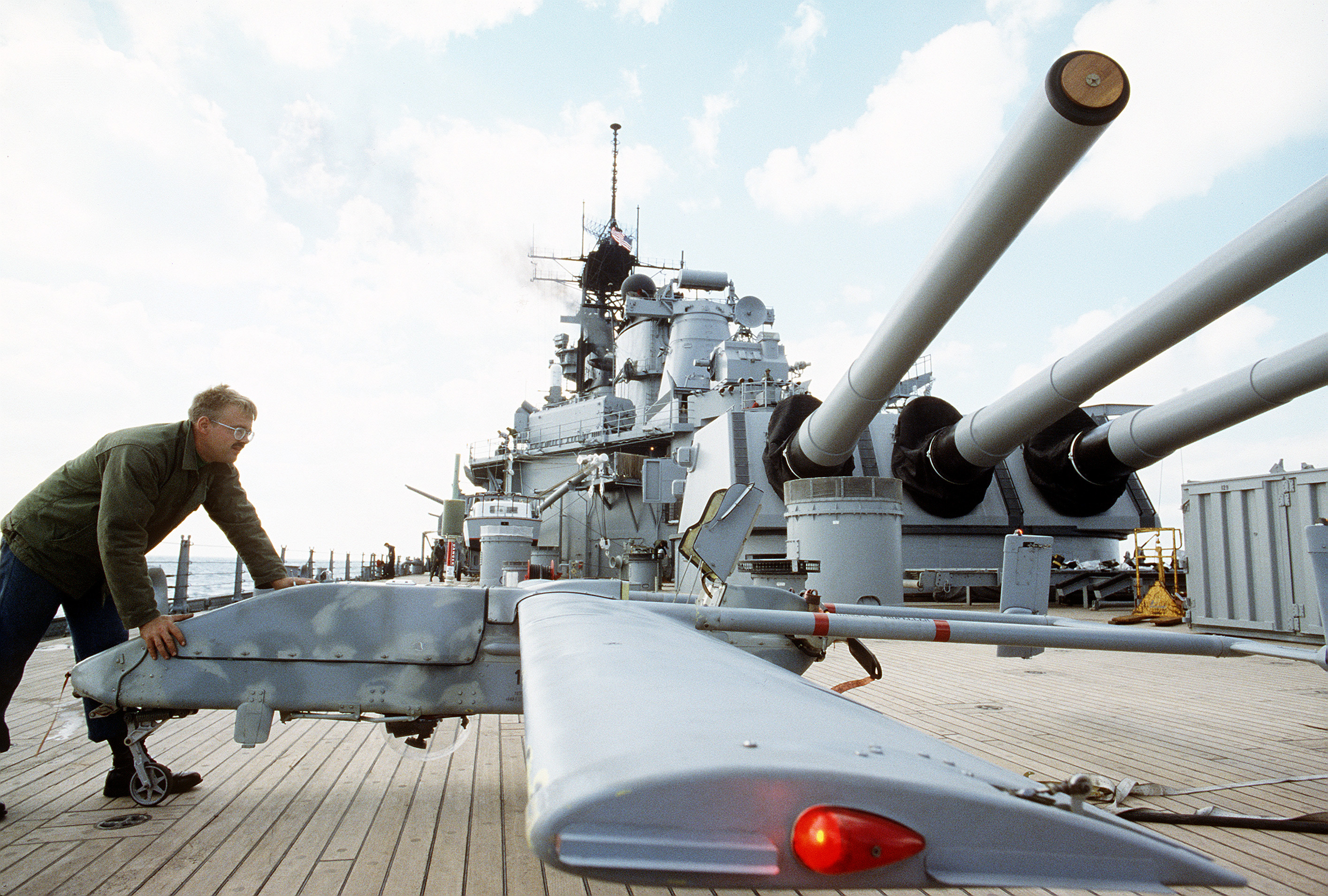
1991년 8월, USS 위스콘신함의 파이오니어

- 길이: 4 m (14 ft)
- 높이: 1.0 m (3.3 ft)
- 무게: 205 kg(452 pounds)
- 날개폭: 5.2 m (16.9 ft)
- 속도: 110 knots (200 km/h)
- 거리: 5시간, 185 km (100 해리)
- 고도: 4,600 m (15,000 ft)
- 연료량: 44-47 리터
- 탑재: 듀얼 센서 (12DS/POP-200) 적외선 + 가시광선
- 단가: 동급인 한국산 비조의 생산단가는 99억원
- 재고량: 175대 인도/35대 실전배치

## 같이 보기
연속 시리즈

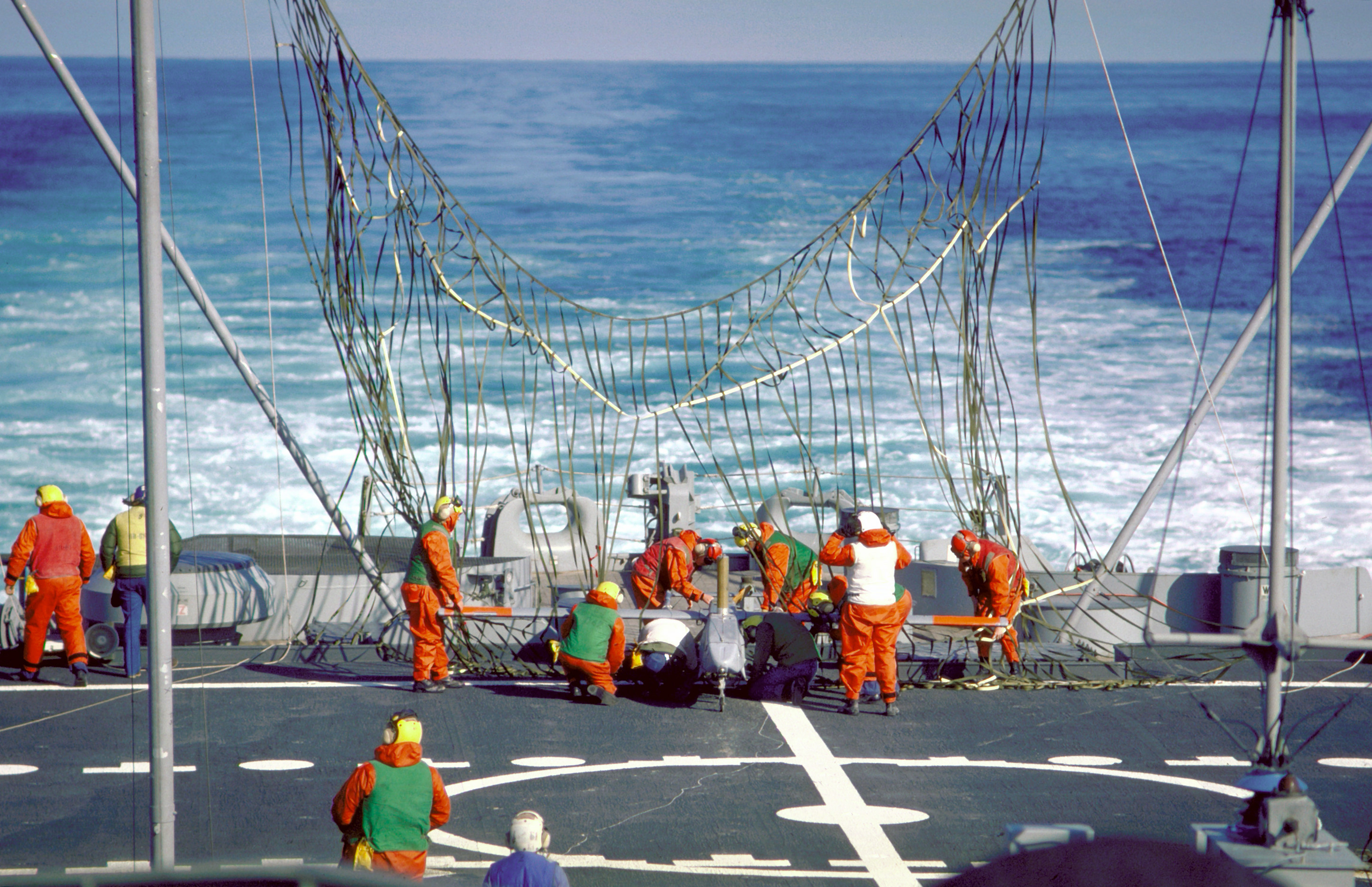
USS 아이오와함 (BB-61)에서 그물에 의해 회수되고 있는 파이오니어

- MQ-1 프레데터 - RQ-2 파이오니어 - RQ-3 다크스타 - RQ-4 글로벌 호크 - RQ-5 헌터 - RQ-6 아웃라이더 - RQ-7 섀도 - RQ-8 파이어스카우트 - MQ-9 리퍼 - RQ-11 레이븐

유사 항공기
- 비조: 대한민국이 동급으로 개발한 UAV. 동급의 정찰용 센서도 개발했다.
- 서처 II: 파이오니어 보다 훨씬 고성능의 UAV. 한국은 군단급 무인기로 비조와 서처를 운용중이다.
- 대한항공 무인항공기: RQ-7 섀도를 한국이 국산화에 성공하였다.
- KUS-9: 대한항공이 개발한 한국의 사단급 무인기

더 둘러보기
- 정찰기
- 무인항공기
- U-2: 미국 록히드 마틴의 고고도 유인 정찰기

## 참고
- 방위산업 강국 이스라엘을 가다 주간한국 2005-04-06
  - 90년대에 개발된 서처의 경우 대한민국을 포함해 전 세계 12개국에서 200대가 운용되고 있다. 1986년 개발된 초기 제품 파이오니어는 미 해군과 해병대가 20년 이상 사용하고 있으며 뒤이어 나온 RQ-5 헌터도 미 육군이 주로 사용하고 있다.